# Den pythagoræiske læresætning
Den pythagoræiske læresætning beskriver forholdet mellem sidelængderne i en retvinklet trekant. Det er en af de grundlæggende sætninger i den euklidiske geometri. Den siger, at i alle retvinklede trekanter er summen af kateternes kvadrat lig hypotenusens kvadrat. Sætningen kan også udtrykkes som ligning, idet kateternes længder benævnes {\displaystyle a} og {\displaystyle b} og hypotenusens benævnes {\displaystyle c}, ligesom på illustrationen:
{\displaystyle {a^{2}}+{b^{2}}={c^{2}}\!}
Det er derfor muligt at beregne en sidelængde i en retvinklet trekant, når de to andre sidelængder er kendte. Fx findes hypotenusen {\displaystyle c} ved at tage kvadratroden af summen af {\displaystyle a} og {\displaystyle b}s kvadrater, altså 

{\displaystyle c={\sqrt {a^{2}+b^{2}}}.\,}
Læresætningen er opkaldt efter Pythagoras. Princippet var velkendt både for egyptere og babylonere længe før Pythagoras' tid, når det gjaldt en trekant med målene 3, 4 og 5; men Pythagoras beviste, at princippet gjaldt i alle tilfælde. 
Sæt af heltalige løsninger til den pythagoræiske læresætning kaldes pythagoræiske tal.

## Beviser
Der findes flere måder at bevise den pythagoræiske læresætning på.

### Bevis ud fra arealer
Det omskrevne kvadrat har arealet:
{\displaystyle A=(a+b)^{2}=a^{2}+b^{2}+2\cdot a\cdot b\!}
Det samme areal kan beregnes som summen af arealerne af de fire trekanter og arealet af det indskrevne kvadrat:
{\displaystyle A=4\cdot \left({\frac {a\cdot b}{2}}\right)+c^{2}=2\cdot a\cdot b+c^{2}\!}
Disse to forskellige udtryk for det samme areal sættes lig hinanden:
{\displaystyle a^{2}+b^{2}+2\cdot a\cdot b=2\cdot a\cdot b+c^{2}\!}
Denne ligning reduceres til:
{\displaystyle a^{2}+b^{2}=c^{2}\!}
Hermed er sætningen bevist.

### Anvender ensvinklede trekanter
{\displaystyle {\frac {d}{a}}={\frac {a}{c}}\quad \Rightarrow \quad d={\frac {a^{2}}{c}}\quad (1)}
{\displaystyle {\frac {e}{b}}={\frac {b}{c}}\quad \Rightarrow \quad e={\frac {b^{2}}{c}}\quad (2)}
Fra billedet {\displaystyle c=d+e\,\!}. Og ved at erstatte ligninger (1) og (2):
{\displaystyle c={\frac {a^{2}}{c}}+{\frac {b^{2}}{c}}}
Mangedobling for c:
{\displaystyle c^{2}=a^{2}+b^{2}\,\!.}

## Den udvidede pythagoræiske læresætning
Der findes imidlertid også en udvidet pythagoræisk læresætning, som gælder for alle trekanter, ikke kun de retvinklede. Denne kaldes cosinusrelationen. Den kaldes den udvidede Pythagoras, da den for det første i sin opbygning minder meget om Pythagoras' læresætning og desuden er beviset for sætningen baseret herpå.
Cosinusrelationerne er givet ved
{\displaystyle {a^{2}}={b^{2}+c^{2}-2bc\cos A}\!},
hvor {\displaystyle A} er vinklen mellem linjerne {\displaystyle b} og {\displaystyle c}. Her er det lige meget hvilke af siderne der benævnes med {\displaystyle a}, {\displaystyle b} og {\displaystyle c}.

## Pythagoras' omvendte sætning
Den omvendte sætning af den pythagoræiske læresætning er også sand. Det vil sige at hvis længden af siderne i en trekant opfylder: :{\displaystyle {a^{2}}+{b^{2}}={c^{2}}}, så er vinkel C en ret vinkel, og derfor er trekanten retvinklet.

## Bog
- Holth, Klaus m.fl. (1987): Matematik Grundbog 1. Forlaget Trip, Vejle. ISBN 87-88049-18-3